# Храмы Якутска

Храмы Якутска — культовые сооружения города Якутска республики Саха (Якутия), предназначенные для проведения богослужений и религиозных обрядов.

## Действующие

### Градо-Якутский Преображенский собор
62°01′26″ с. ш. 129°44′11″ в. д.; ул. Кирова. Престольные праздники — Преображение Господне (19 августа), Державная икона Божией Матери (15 марта).
Старейший из сохранившихся и действующих храмов Якутска построен в 1826—1845 гг. на средства купцов А. М. и М. М. Соловьёвых. Каменную церковь поставили рядом с деревянной, трёхпрестольной Преображенской, построенной в 1794 году (сгорела в 1927). Старую Преображенскую, после постройки новой, переосвятили в Ильинскую. Новый храм освятили в декабре 1846 года. Это была пятиглавая церковь из красного кирпича с трапезной и шатровой колокольней; выполнена в русском архитектурном стиле со щипцовыми завершениями фасадов. Была закрыта в 1930-х; разрушена колокольня, сломаны венчания. Здесь размещались различные городские организации. В 1993 году Преображенская церковь была возвращена Якутской епархии и начались восстановительные работы. Освящение храма состоялось 19 августа 2001 года. В 2005 году по благословению патриарха Алексия II в Преображенский храм из Николаевского собора была перенесена епископская кафедра и церковь получила статус Градо-Якутского кафедрального собора.
Святыни собора — иконы: Покрова Пресвятой Богородицы с вложенной частицей одежд Богородицы, Божией Матери «Живоносный Источник», Божией Матери Державная, Пресвятой Богородицы «Всецарица», написанная на святой горе Афон для Якутии, Пресвятой Троицы, написанная на куске коры от Мамврийского дуба.

### Градо-Якутский Николаевский собор
62°01′48″ с. ш. 129°42′42″ в. д.; ул. Октябрьская. Престольные праздники — дни святителя Николая Чудотворца (22 мая, 19 декабря).
Кладбищенская каменная церковь Николая Чудотворца была построена в 1847—1852 годы на средства купца И. Я. Шилова. Это была крестообразная трёхъярусная однокупольная постройка с колокольней над притвором. В 1930-е с церкви сбросили колокола и храм был закрыт. В советское время церковь не действовала; здесь размещались канцелярия городской архитектуры, библиотечный коллектор, до конца 1970-х годов — партийный архив областной организации КПСС. Благодаря размещению различных советских учреждений здание хорошо сохранилось. В начале 1990-х годов здание было возвращено верующим. 8 октября 1995 года храм был вновь освящён и стал кафедральным собором Якутской епархии. Статус сохранялся до 2005 года, после чего был возвращён в разряд прихо́дских, а епископская кафедра была перенесена в Преображенский собор. Храму было присвоено название «Градо-Якутский».

### Церковь Покрова Пресвятой Богородицы
62°02′52″ с. ш. 129°43′24″ в. д.; ул. Ушакова, Покровский Якутский женский монастырь. Престольный праздник — Покров Пресвятой Богородицы (14 октября).
В 1980 году в Якутске был построен и освящён в честь святителя Николая единственный на то время действующий храм города. Это была небольшая деревянная церковь с невысокой колокольней. Проектом и организацией строительства занималась православная община Якутска без привлечения профессиональных архитекторов. По причине того, что храм расположен в низменном болотистом месте, в тёплое время года он постоянно находился в воде, в результате подгнило основание храма и возникла необходимость его реконструкции. По окончании работ в 1998 году церковь была переосвящена в честь Покрова Пресвятой Богородицы. В 1996 году (ещё при Никольском храме) был открыт женский монастырь (с 1998 — Покровском). Переименование связано с тем, что в 1995 году была вновь освящена, возвращённая верующим в начале 1990-х, церковь Николая Чудотворца.

### Церковь Елисаветы Феодоровны и Варвары, преподобномучениц
62°02′51″ с. ш. 129°43′23″ в. д.; ул. Ушакова, Покровский Якутский женский монастырь.
После постройки в Покровском женском монастыре нового каменного сестринского корпуса, в нём была обустроена небольшая домо́вая церковь.
Двухэтажная квадратная в плане под четырёхскатной кровлей с главкой, расположена в юго-восточной части здания. Освящена в 2004 году во имя преподобномучениц великой княгини Елисаветы и инокини Варвары, по случаю привезения их мощей в Магадан летом того же года.

### Церковь Рождества Пресвятой Богородицы
62°00′52″ с. ш. 129°43′18″ в. д.; проспект Ленина. Престольный праздник — Рождество Пресвятой Богородицы (21 сентября).
Рядом со старой Богородицкой деревянной церковью в южной части города в 1752 году на средства купца Д. Барабанова была заложена новая каменная того же именования. Освящение состоялось в 1773 году. В 1820 году пристроили двухпридельную трапезную и колокольню. Во время осады Якутска белогвардейцами в 1922 году, горожане разобрали деревянную Богородицкую церковь и использовали её на топливо. Каменную закрыли в 1920-х. В годы советской власти в здании были размещены сначала лаборатория по испытанию строительных материалов Наркомместпрома, геологические фонды и геологическая выставка-музей, с 1953 года там начала работать Станция космических лучей, в 1962 в здании разместился Институт космофизических исследований и аэрономии Якутского филиала Сибирского отделения Академии наук СССР. В 1997 году храм передали Якутской епархии. В 2010 году церковь была восстановлена.

### Домовая церковь Иннокентия, епископа Иркутского
62°00′55″ с. ш. 129°43′23″ в. д.; проспект Ленина.
11 октября 2011 года в двухэтажном кирпичном здании Духовно-просветительского центра (ныне Якутской духовной семинарии) при храме Рождества Пресвятой Богородицы была освящена домо́вая церковь во имя Иннокентия, епископа Иркутского. Внешне выделена звонницей со шпилем.

### Церковь апостолов Петра и Павла (Петропавловская)
62°03′23″ с. ш. 129°45′32″ в. д.; ул. Манчаары. Престольный праздник — день святых апостолов Петра и Павла (12 июля).
Старообрядческая церковь в честь святых апостолов Петра и Павла была освящена 12 июля 1997 года епископом Новосибирским и всея Сибири Силуяном.

## Часовни

### Часовня Георгия Победоносца (бывшая Александра Невского)
62°02′24″ с. ш. 129°45′15″ в. д.; пл. Победы.
Большая однокупольная часовня в русском стиле. Фасады завершены крупными полукруглыми закомарами. Была построена и освящена в 2000 году во имя Александра Невского в память о воинах-якутянах, погибших в локальных войнах и военных конфликтах. 8 мая 2010 года к 65-летию победы в Великой Отечественной войне была переосвящена во имя святого великомученика Георгия Победоносца.

### Часовня Иннокентия, митрополита Московского
62°01′51″ с. ш. 129°44′46″ в. д.; проспект Ленина.
Однокупольная кубическая часовня с кокошниковыми венчаниями фасадов. Построена в 1997 году в честь 200-летнего юбилея святителя Иннокентия, многие годы проработавшего миссионером в Якутии.

## Частично сохранившиеся

### Собор Троицы Живоначальной
62°01′21″ с. ш. 129°43′06″ в. д.; ул. Каландрашвилли. Престольный праздник — день святой Троицы.
Недействующий православный собор в Якутске. Первый кафедральный собор Якутской епархии Русской православной церкви. Сохранился в полуразрушенном состоянии. Колокольня полностью разрушена. Первый деревянный семиглавый собор во имя Живоначальной Троицы был построен в Якутске в 1641 году. В 1708 году на месте сгоревшего деревянного началось строительство нового каменного того же именования. Строительство завершилось к 1728 году.
Он представлял собой кубообразный храм с низким куполом, увенчанным одной главой. Освещение давали два яруса окон, украшенных по фасаду нарядными наличниками. Позже с восточной стороны, перед алтарём, возвели отдельно стоящую каменную колокольню. Все последующие годы храм много раз перестраивался и расширялся. В результате он стал трёхпрестольным, девятиглавым, с отдельной колокольней и каменной оградой. 19 июля 1859 года в соборе впервые была совершена Божественная литургия на якутском языке. В 1870 году, в связи с образованием Якутской епархии, собор получил статус кафедрального. В сентябре 1929 собор закрыли. В нём размещались Якутский музыкально-драматический театр, филармония, Государственный театр эстрады. В 2014 году храм был возвращён Русской Православной Церкви и начались восстановительно-реставрационные работы.

## Не сохранившиеся

### Иоанно-Предтеченская церковь
ул. Колымская.
Кирпичная двухпрестольная церковь была построена в 1820 году на улице Большой (ныне проспект Ленина) на средства почётной гражданки города Якутска Н. М. Колесовой по завещанию её супруга — купца Ф. Т. Колесова. В иконостасе храма находились 15 икон на дереве. В послереволюционное советское время церковь была закрыта; в её здании находились: городской радиоотдел, ГТС (городская телефонная станция), детский сад, общежитие. Перестроенные остатки церкви были снесены в 1992 году. Ныне на месте храма построена гостиница «Полярная звезда». Иконостас после реставрации в художественных мастерских Нижнего Новгорода передан в церковь Рождества Пресвятой Богородицы.

### Спасская церковь
После учреждения Спасского монастыря, на его территории в 1663—1665 гг. на пожертвования царя Алексея Михайловича был построен и освящён деревянный двухэтажный храм во имя Нерукотворного Спаса. В 1780 году пожар уничтожил главный храм монастыря. В 1800-м возвели трёхпрестольную двухъярусную кирпичную Спасскую церковь и колокольню. В 1866 году был освящён новый каменный храм в честь Нерукотворного образа Спасителя. После революции монастырь был закрыт. Со временем монастырские постройки ветшали и разрушались.
Восстановление Спасской церкви началось в 2011 году. Деревянный храм заложили 19 августа 2011 года.